# Company of Heroes: Tales of Valor
Company of Heroes: Tales of Valor es un videojuego de estrategia en tiempo real que es una expansión independiente del videojuego Company of Heroes. Se anunció el 3 de noviembre de 2008 y fue lanzado al mercado el 9 de abril de 2009.

## Juego
Tales of Valor incluye nuevas unidades, más mapas y más modos multijugador, tales como Muro de piedra, donde el jugador tiene un número reducido de tropas contra las olas de enemigos cada vez más difícil. No se han incluido nuevas facciones, pero se añaden nuevas unidades, nuevos modelos y nuevas texturas.

## Mapas
Company of Heroes: Tales Of Valor tiene tres episodios. El primer episodio es Tiger, eres el comandante de una formación de Tiger contra la 7ª división acorazada (Británicos) durante el día "D". El segundo episodio es la de una compañía de paracaidistas de los EE. UU. en las horas después del Día D. El Tercer Episodio sigue la Wehrmacht en su intento de evacuar a sus tropas durante el cerco de Falaise.

## Campañas y modos multijugador
Tales of Valor incluye tres nuevas campañas cortas, donde el jugador tiene un Tiger I
tanque de la tripulación a través del "nuevo" modo de tiro directo (basado en la Batalla de Villers-Bocage), como escapar de los alemanes en la Bolsa de Falaise y un grupo de paracaidistas con EE. UU. en torno a un Causeway. Hay nuevas unidades en línea para reemplazar a los viejas, como el M18 Hellcat, T17 vehículo blindado, Schwimmwagen, H39 Geshutzwagen (similar al Marder I), Tigre 205, Canguro Portador y la Hotchkiss H35. También hay tres nuevos modos multijugador on-line, como Muro de piedra, donde el jugador defenderá un pueblo contra una abrumadora AI oponente, una batalla de tanques llamada Panzerkrieg, y otro basado en el modo épico llamado Asalto.

## Acogida
La acogida del juego fue muy variada. Se realizó una encuesta donde muchos de los encuestados se mostraban desilusionados con lo que el juego tenía que ofrecer. La mayoría de ellos, alrededor del 70%, daban buena nota al juego. Aunque decían que el juego tiene algunas características muy interesantes y modos de juego pero la campaña era muy breve y que no había nuevos ejércitos que comandar, como pudieran ser el ejército soviético o el japonés.